# Erinnyis impunctata
Erinnyis impunctata Rothschild & Jordan, 1903 è un lepidottero appartenente alla famiglia Sphingidae, diffuso in America Meridionale.

## Descrizione

### Adulto
Appare molto simile a E. lassauxii f. merianae, rispetto alla quale si distingue grazie alle dimensioni più ridotte e all'assenza di punti neri sulla parte ventrale dell'addome.

La pagina superiore dell'ala anteriore ha un colore di fondo brunasto, con un'area triangolare più chiara che va dal quarto distale della costa fino all'apice, ed una banda chiara irregolare che attraversa l'ala dal margine anale fino alla metà del termen.

L'ala posteriore risulta invece arancione nei due terzi basali, e mostra una ben definita banda marrone che corre lungo tutto il margine esterno, fino al tornus.

Le pagine inferiori delle due ali vanno dal rossiccio al brunastro, con una campitura biancastra in corrispondenza della parte basale, soprattutto nell'ala posteriore.

Le antenne sono filiformi, lievemente uncinate alle estremità, ed hanno una lunghezza pari a circa la metà della costa. Il capo ed il torace risultano grigiastri, ma le tegulae tendono al bianco sporco. L'addome è esso pure di colore grigiastro, ma interrotto da bande dorso-laterali più chiare, che vanno sfumando verso l'estremità anale.

L'apertura alare è di circa 84 mm.

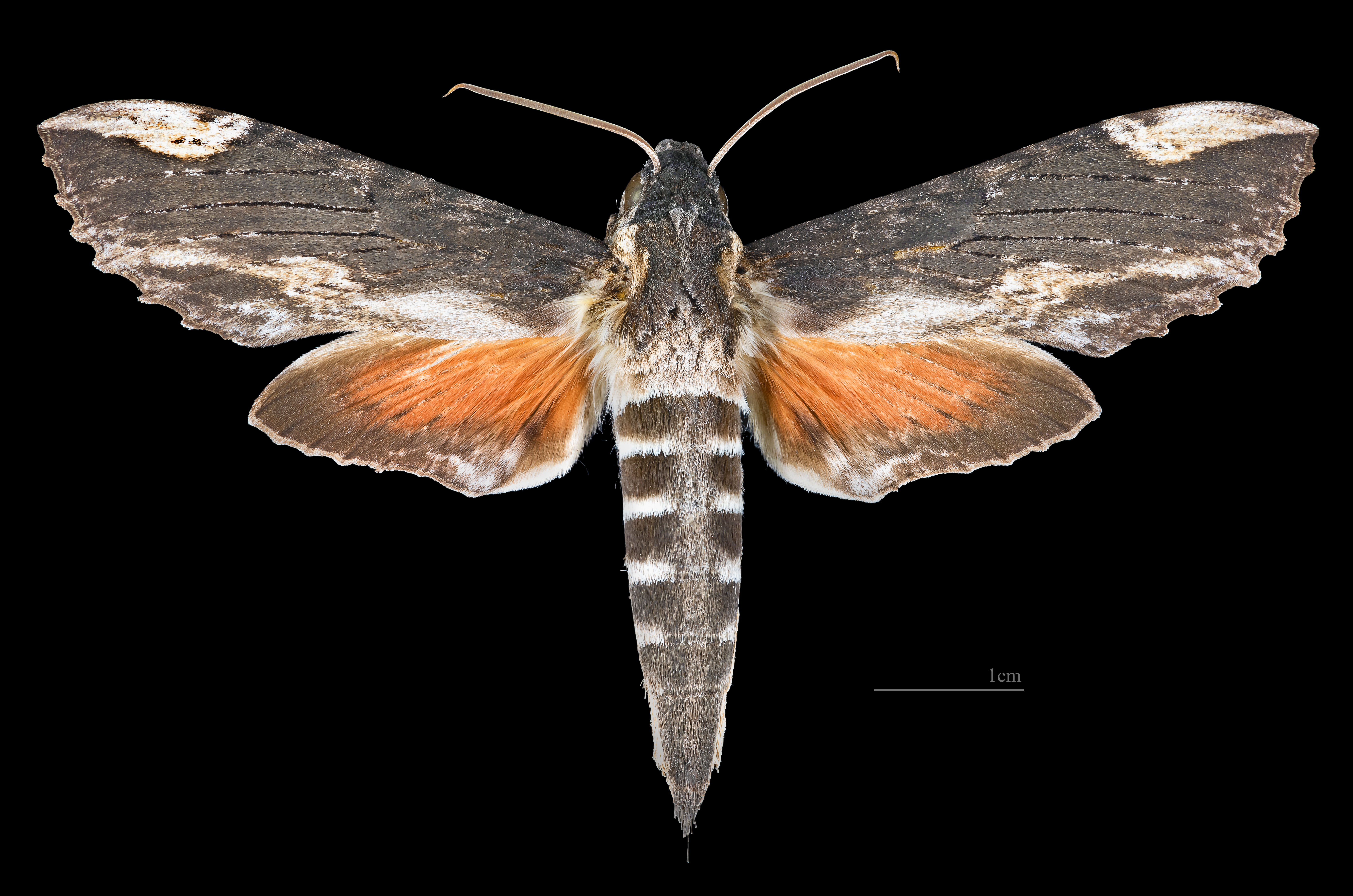
Erinnyis impunctata  ♀
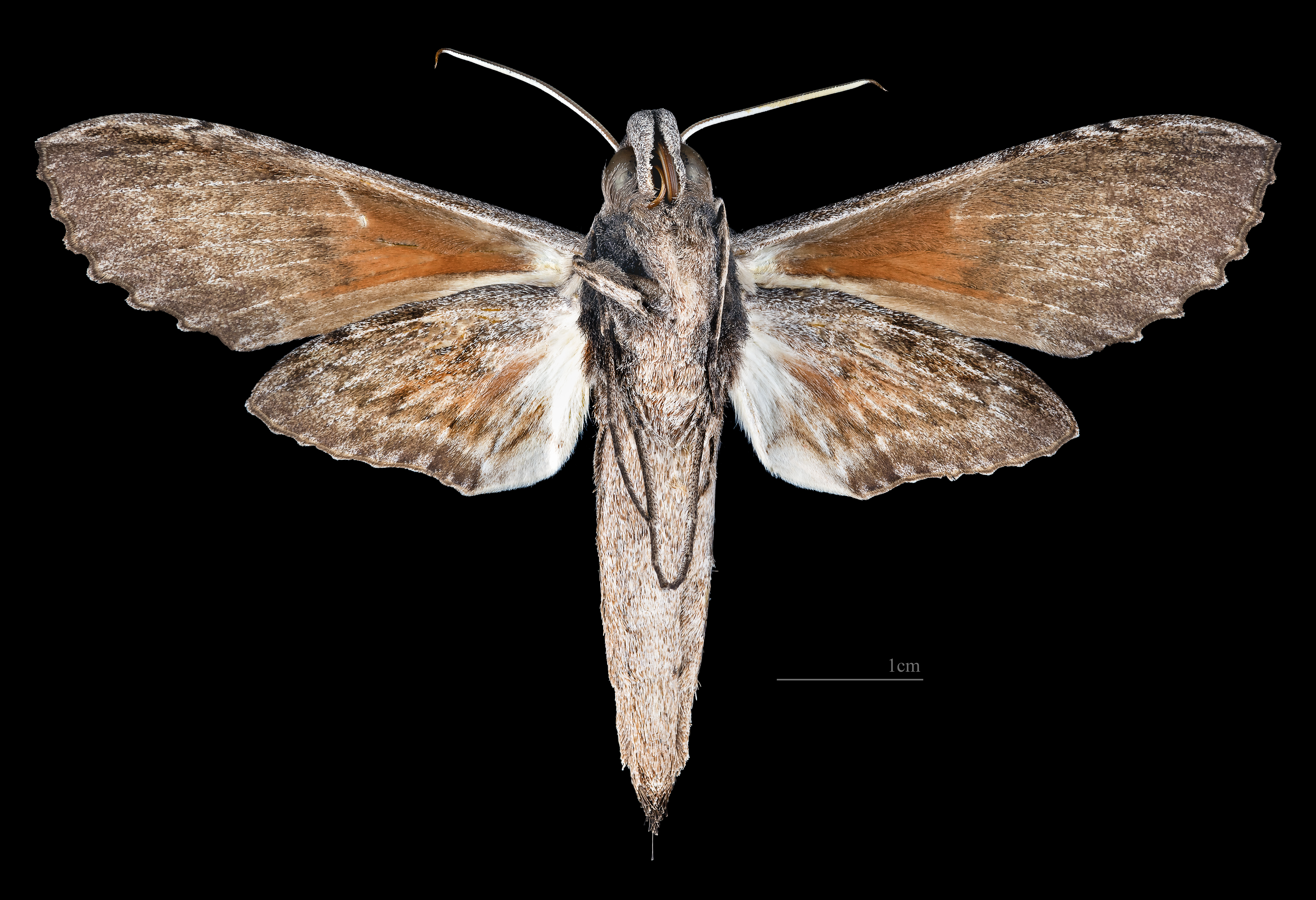
Erinnyis impunctata  ♀ △

### Larva
Il bruco è verdastro e cilindrico, con bande nere sulle pseudozampe, e abbastanza simile a quello di E. ello.

### Pupa
La crisalide è anoica, lucida e nerastra, con geometrie arancioni, ed un cremaster poco sviluppato; ricorda molto quelle di E. alope ed E. ello. Si può rinvenire entro un bozzolo posto a scarsa profondità nella lettiera del sottobosco.

Localizzazione geografica dello stato venezuelano di Yaracuy, dove si trova la città di Aroa, indicata da Rothschild e Jordan quale locus typicus della specie

## Distribuzione e habitat
L'areale di questa specie è compreso nell'ecozona neotropicale, comprendendo
l'Argentina (Córdoba, Corrientes, Salta), la Bolivia (Beni, Santa Cruz), il Brasile, la Colombia nord-occidentale (dato incerto), l'Ecuador, il Paraguay (dato incerto), il Perù (Puno),
ed il Venezuela (Aragua, Falcón, Mérida e Yaracuy, con la città di Aroa, locus typicus).
L'habitat è rappresentato da foreste tropicali, dal livello del mare fino a zone collinari.

## Biologia

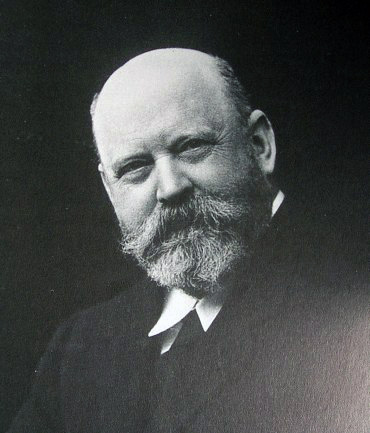
Lo zoologo inglese Lionel Walter Rothschild (1868-1937), che per primo descrisse la specie nel 1903

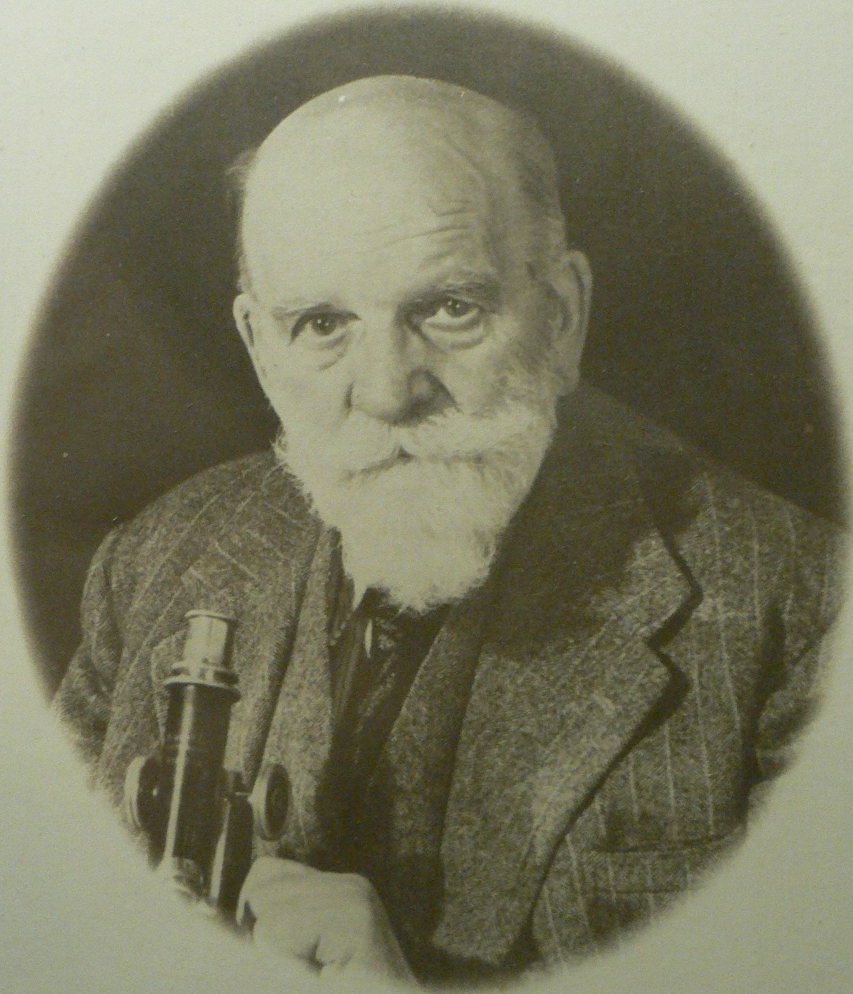
L'entomologo tedesco Heinrich Ernst Karl Jordan (1861-1959), che descrisse la specie insieme a Rothschild come Erinnyis lassauxii f. impunctata

Durante l'accoppiamento, le femmine richiamano i maschi grazie ad un feromone rilasciato da una ghiandola, posta all'estremità dell'addome.

### Periodo di volo
Gli adulti sono rinvenibili tutto l'anno nella fascia tropicale dell'areale.

### Alimentazione
Gli adulti si nutrono del nettare di varie specie floreali.
I bruchi attaccano le foglie di membri di diverse famiglie, tra cui:
- Allamanda spp. L. (Apocynaceae)
- Carica papaya L. (Papaia o Papaya) (Caricaceae)

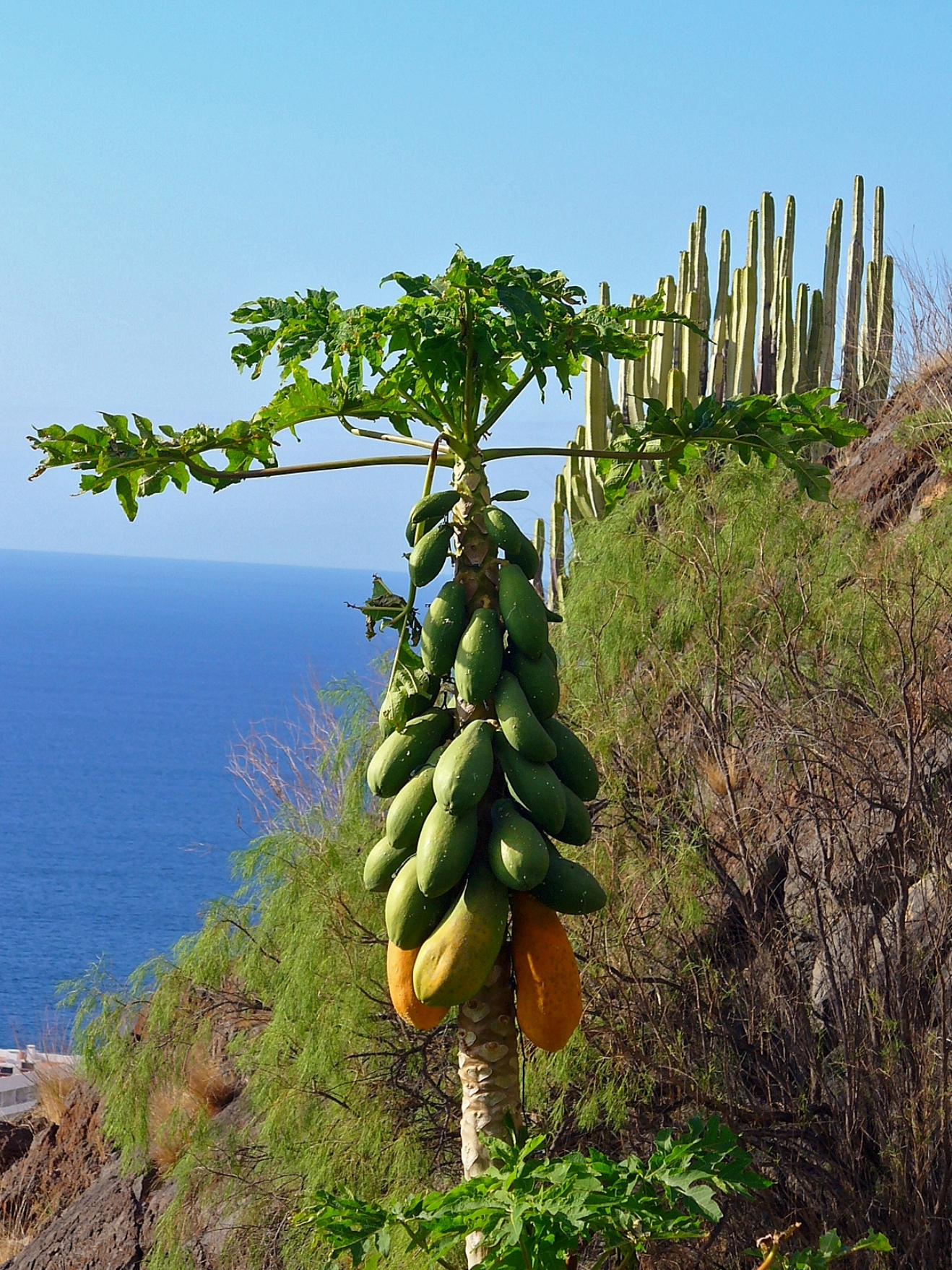
Albero di Carica papaya

- Jatropha spp. L. (Euphorbiaceae)

## Tassonomia

### Sottospecie
Non sono state descritte sottospecie.

### Sinonimi
Non è stato riportato alcun sinonimo: